# Татко Мумин и морето
Татко Мумин и морето (оригинално заглавие на шведски: Pappan och havet) е седмата от поредицата книги за муминтроли на финландската писателка Туве Янсон. За първи път е публикувана през 1965 г.

## Сюжет
Внимание:  Текстът по-долу разкрива сюжета на произведението (или части от него)!
В края на лятото в Муминската долина е толкова спокойно, че Татко Мумин се чувства неудовлетворен и ненужен. Той мечтае да отведе семейството си на един далечен остров, където има морски фар и там да се грижи за всичко — за близките си, за светлините на фара. Избраният от него остров е така мъничък, че изглежда като петънце от муха върху картата. Намира се на края на архипелага; отвъд е само морето. Там отива муминското семейство — татко Мумин, мама Муминка, Муминтрол и Малката Мю. Островът е негостоприемен и странен; фарът е изгасен и пазачът го няма; единственият друг обитател е необщителен рибар, който живее изолирано в единия край и не желае да разговаря с новодошлите. Пристига и Мората, привлечена от горящата светлина.
Животът на новото място поставя непредвидени трудности пред героите и всеки се справя с тях посвоему. Муминтрол се опитва безуспешно да се сприятели с красивите, но лекомислени морски кончета и научава, че студената Мора не е толкова страшна, а просто безкрайно самотна. Мама Муминка е грижовна и разбираща, но самата тя изпитва силна носталгия по муминската долина. Започва да рисува дома и своята градина по стените на фара и открива, че може да се оттегля там, невидима за останалите. Малката Мю както винаги говори и действа отривисто; тя възторжено приема катаклизмите, когато става явно, че островът оживява и се движи нощем. А през цялото време Татко Мумин се опитва да разгадае морето, което толкова обича.